# Nord-Ost (okręg administracyjny Frankfurtu nad Menem)
Nord-Ost, Frankfurt-Nord-Ost – 10. okręg administracyjny (Ortsbezirk) we Frankfurcie nad Menem, w kraju związkowym Hesja, w Niemczech. Liczy 37 494 mieszkańców (31 grudnia 2013) i ma powierzchnię 14,76 km². 

## Dzielnice
W skład okręgu wchodzi pięć dzielnic (Stadtteil): 
1. Berkersheim
2. Bonames
3. Eckenheim
4. Frankfurter Berg
5. Preungesheim